# Сноумас Вилиџ (Колорадо)
Сноумас Вилиџ (енгл. Snowmass Village) град је у америчкој савезној држави Колорадо.

## Демографија
По попису из 2010. године број становника је 2.826, што је 1.004 (55,1%) становника више него 2000. године.
| Група             | 2000.         | 2010.         |
| Белци             | 1.734 (95,2%) | 2.602 (92,1%) |
| Афроамериканци    | 3 (0,2%)      | 9 (0,3%)      |
| Азијати           | 13 (0,7%)     | 20 (0,7%)     |
| Хиспаноамериканци | 48 (2,6%)     | 170 (6,0%)    |
| Укупно            | 1.822         | 2.826         |